# Есиповская (Архангельская область)
Есиповская — деревня в Вельском районе Архангельской области России. Входит в состав Пуйского сельского поселения.

## География
Деревня находится в южной части Архангельской области, в таёжной зоне, в пределах северной части Русской равнины, на левом берегу реки Большая Чурга, к западу от автодороги М8, на расстоянии примерно 47 километров (по прямой) к северо-востоку от города Вельска, административного центра района. Абсолютная высота — 54 метра над уровнем моря.
Климат
Климат характеризуется как умеренно континентальный, с прохладным и дождливым летом. Средняя температура воздуха самого холодного месяца (января) составляет −12,7 °C; самого тёплого месяца (июля) — 18 °C. Среднегодовое количество атмосферных осадков составляет 763,7 мм.
Часовой пояс
Есиповская, как и вся Архангельская область, находится в часовой зоне МСК (московское время). Смещение применяемого времени относительно UTC составляет +3:00.

## История
По состоянию на 1920 год, в деревне имелось 24 двора и проживало 145 человек (59 мужчин и 86 женщин). В административном отношении населённый пункт входил в состав Воскресенского общества Воскресенской волости Шенкурского уезда.

## Население
| 2002 | 2010 | 2012 | 2014 |
| ---- | ---- | ---- | ---- |
| 7    | ↘6   | →6   | ↗9   |

Национальный состав
Согласно результатам переписи 2002 года, в национальной структуре населения русские составляли 100 %.